# 謝遷 (義軍)
謝遷（1598年—1649年），男，汉族，山東高苑（今淄博市高青縣）人，清朝义军领袖。

## 生平
順治三年（1646年）十月，聚千餘人在高苑起義。攻克高苑、新城，軍師趙束鄉被擒斬。次年四月二十六日破長山縣城，活捉知縣周懋臣。順治四年六月十三日（1647年7月15日），以淄川人丁可澤為內應，攻克淄川城，殺兵部尚書孫之獬，顧炎武聞之快慰，写《淄川行》一诗以示庆贺。立國號。是年十月，膠州总兵海行时投降，震动江淮。後為河南总督马光辉率兵围剿，清军挖地道用火药轰塌城墙，城陷，屠其城。